# Îles du Vent (Polynésie)
Pour les articles homonymes, voir Îles du Vent.
 (février 2017).
Si vous disposez d'ouvrages ou d'articles de référence ou si vous connaissez des sites web de qualité traitant du thème abordé ici, merci de compléter l'article en donnant les références utiles à sa vérifiabilité et en les liant à la section « Notes et références ».
Les îles du Vent sont un groupe de cinq îles situées à l'est des îles Sous-le-Vent. Les îles du Vent et les îles Sous-le-Vent forment l'archipel de la Société, un des cinq archipels constituant la Polynésie française.

## Présentation
Les îles du Vent sont les plus grandes îles de la Polynésie et concentrent la majorité de la population du territoire, soit 75 %. Elles se composent de quatre îles hautes et d'un atoll :
- Tahiti,
- Moorea,
- Maiao,
- Mehetia,
- et l'atoll de Tetiaroa.

Le nom « les îles du Vent » est une traduction du nom de l'archipel en langue tahitienne : « te fenua ni'a mata'i », ou « la terre au vent ».